# رين فوغ

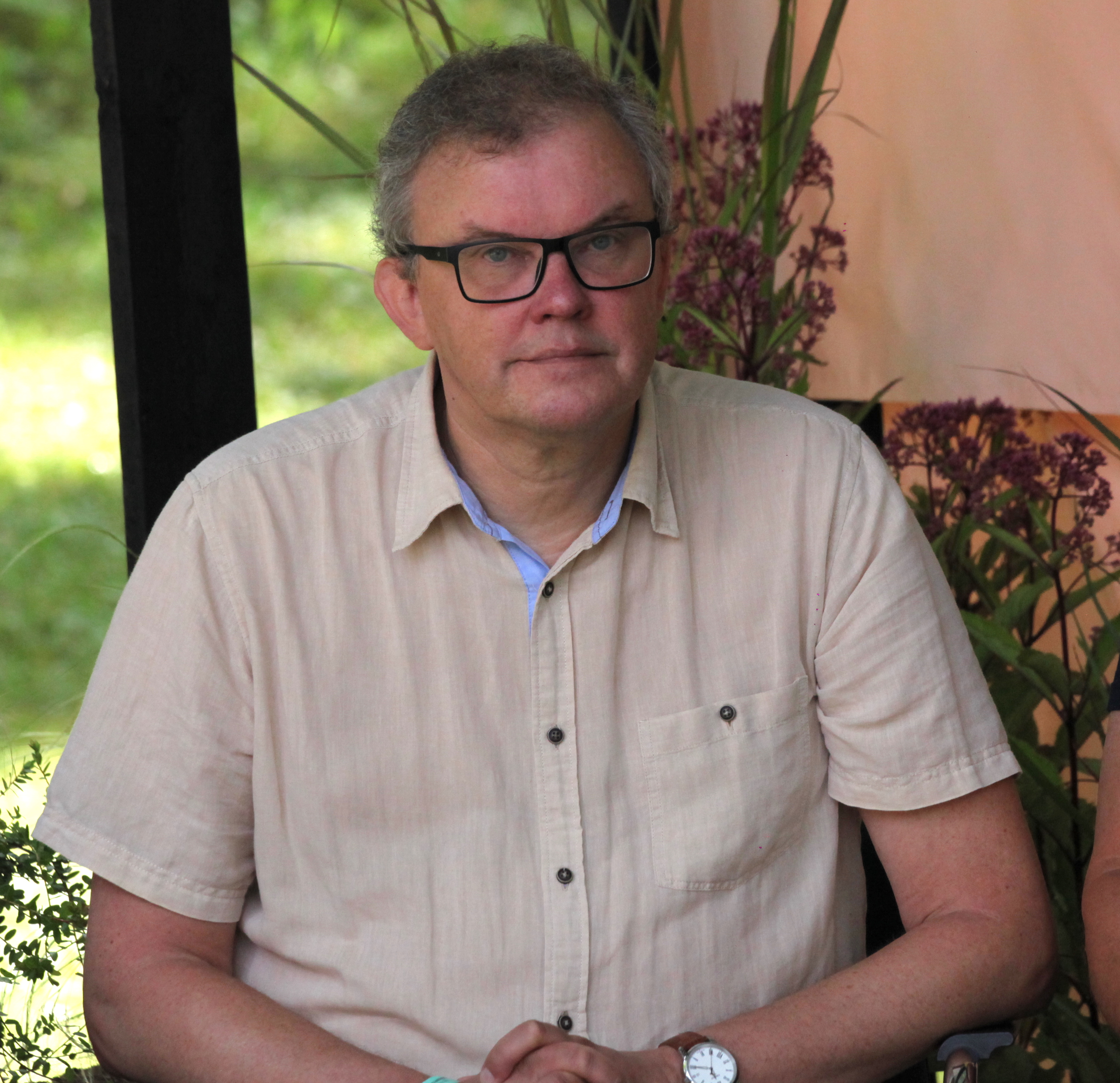
Rein Voog (2021)

رين فوغ Rein Voog (من مواليد 2 نوفمبر 1964 في تالين ) سياسي إستوني. كان عضوا في المجلس الرابع في ريجيكوغو (الهيئة التشريعية في إستونيا).  وكان عضوًا في حزب الإصلاح الإستوني . 